# Suore benedettine samaritane della Croce di Cristo
Le Suore benedettine samaritane della croce di Cristo (in polacco Zgromadzenie Sióstr Benedyktynek-Samarytanek Krzyża Chrystusowego) sono un istituto religioso femminile di diritto pontificio.

## Storia

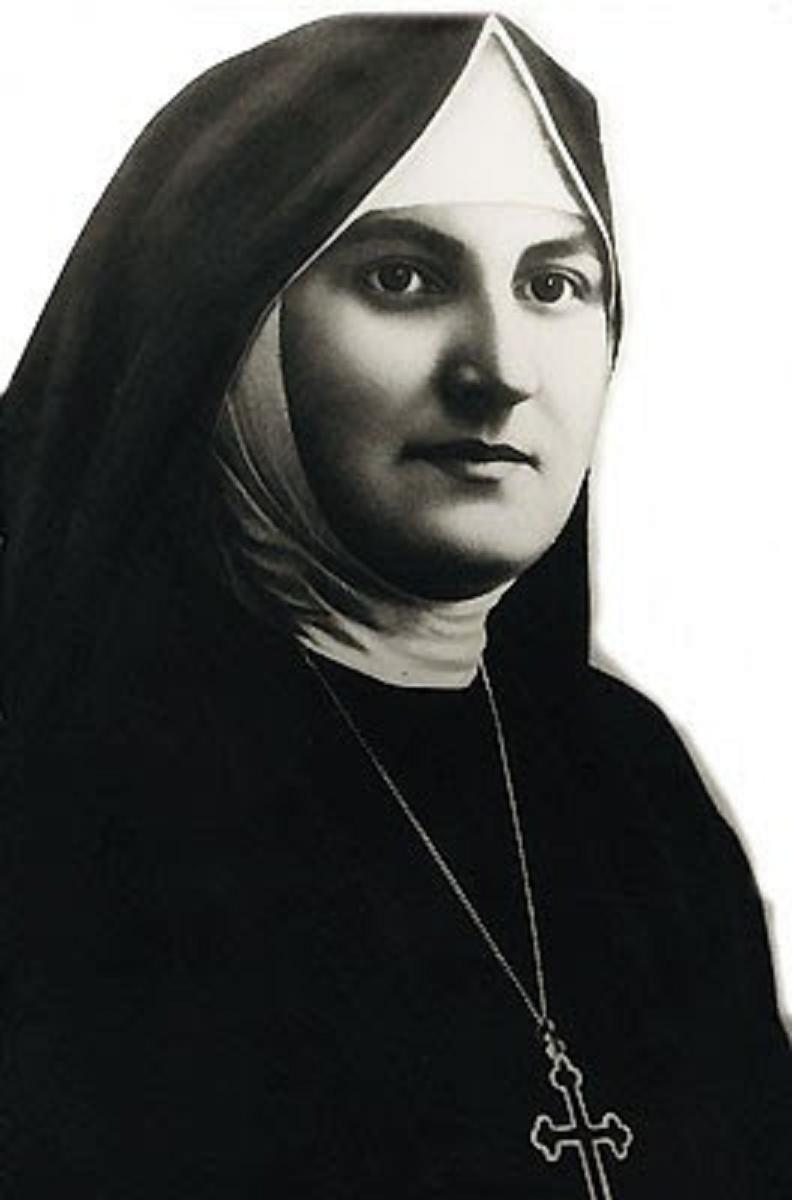
Jadwiga Jaroszewska, fondatrice della congregazione

La congregazione fu fondata nel 1926 a Varsavia da madre Vincenza della Passione del Signore, al secolo Jadwiga Jaroszewska (1900-1937).
Il cardinale Aleksander Kakowski, arcivescovo di Varsavia, eresse la comunità in istituto di diritto diocesano l'8 dicembre 1932: lo stesso anno la congregazione si affiliò alle abbazie di Jouarre e La Pierre-qui-Vire e nel 1965 all'Ordine di San Benedetto.
L'istituto ricevette il pontificio decreto di lode il 5 aprile 1974.

## Attività e diffusione
Le finalità della congregazione sono l'educazione della gioventù e l'assistenza a malati, carcerati e ai loro famigliari; dopo la seconda guerra mondiale si specializzarono nell'educazione e nella cura di bambini mentalmente disabili.
Le suore sono presenti in varie località della Polonia; la sede generalizia è a Zabrodzie.
Alla fine del 2008 la congregazione contava 147 religiose in 15 case.